# Marafolia
O Marafolia foi a maior micareta da cidade de São Luís do Maranhão. Ocorreu de 1995 até 2011.   
Entre os grandes artistas que passaram pelo "corredor da folia", como era carinhosamente chamado o trecho dos camarotes, estavam nomes como Ivete Sangalo, Chiclete com Banana, Asa de Águia, Timbalada, Claudia Leitte, Daniela Mercury, Cheiro de Amor, Tribo de Jah, Ricardo Chaves, Psirico, VoaDois, Patchanka, Jamil e Uma Noites, Netinho, Carlinhos Brown, entre outros.
O evento também dava espaço à cultura maranhense com o Blocão do Bicho nos três dias de festa com a animação do Bicho Terra.

## História
Começou ser realizada entre 13, 14 e 15 de outubro de 1995.
Entre 1995 e 2008, era realizado na Avenida Litorânea, em São Luís. Em 2009, o evento foi cancelado.
Em 2010, o evento foi transferido para o Cais da Alegria (em razão de problemas com licenciamentos ambientais), tendo tido sua última realização em 2011.
Em 2013, o TJMA confirmou a proibição do evento na Avenida Litorânea, por questões ambientais.